# Coccoloba liportizii
Coccoloba liportizii är en slideväxtart som beskrevs av J. Gómez-laurito & N. Zamora. Coccoloba liportizii ingår i släktet Coccoloba och familjen slideväxter. Inga underarter finns listade i Catalogue of Life.